# Orthotrichia dentata
Orthotrichia dentata is een schietmot uit de familie Hydroptilidae. De soort komt voor in het Nearctisch gebied.